# Modine
Die Modine Manufacturing Company ist ein Zulieferer für Kühler- und Klimatechnik. Das 1916 von Arthur B. Modine gegründete Unternehmen mit Sitz in Racine im US-Bundesstaat Wisconsin beschäftigt heute weltweit rund 9900 Mitarbeiter in über 30 Produktionsstätten, die einen Umsatz von mehr als 2 Milliarden US-Dollar erbringen.
Modine wurde 1916 gegründet, als Arthur B. Modine den Spirex-Kühler für Traktoren patentieren ließ.
1941 wurde in Racine ein Windkanal für Fahrzeuge gebaut, der heute noch genutzt wird.
Modine Europe wurde 1990 gegründet und erfuhr 1993 mit der Übernahme des deutschen Herstellers von Wärmetauschern Längerer & Reich, der 1913 gegründet wurde, einen bedeutenden Zuwachs. Heute werden mehr als 45 % des Gesamtumsatzes außerhalb der USA erwirtschaftet, so werden allein in Europa mehr als 500 Millionen Euro pro Jahr umgesetzt.  
Am Hauptsitz von Modine Europe in Filderstadt werden etwa 360 Mitarbeiter beschäftigt, vorwiegend Ingenieure. Dieser wird von den Geschäftsführern Klaus Feldmann, Johannes Kuron, Frank Michel und Werner Zobel geführt.
In Europa arbeiten etwa 2.250 Mitarbeiter in elf Betriebsstätten für Modine. Es werden Produkte für die Motorkühlung und die Fahrzeugkühlung entwickelt und produziert.
Zuletzt wurde eine Investition in Höhe von 70 Mio. US-Dollar für den Bau von zwei neuen Technikzentren in Racine und Bonlanden getätigt. Mit ihrer jüngsten Übernahme in Asien verfügt Modine jetzt über fünf Windkanäle auf drei Kontinenten.
Die Modine Manufacturing Company besitzt über 2.000 Patente.